# Хауиджа
 Тази статия е за града в Ирак.  За каазата вижте Хауиджа (кааза).  
Хауиджа (на арабски: الحويجة е град в северен Ирак, административен център на кааза Хауиджа в мухафаза Киркук. Населението му е около 100 000 души.
Разположен е на 190 метра надморска височина в Месопотамската низина, на 59 километра западно от Киркук и на 100 километра южно от Ербил. Жителите са главно араби сунити.